# Jean-Max Bellerive
Jean-Max Bellerive (født 1958 i Port-au-Prince) er den nuværende premierminister i Haiti. Den nuværende haitiske præsident René Préval efterkom den 30. oktober 2009 en resolution fra landets senat og nominerede Bellerive til at efterfølge premierminister Michèle Pierre-Louis. Dagen før nomineringen, den 29. oktober 2009, havde 18 ud af senatets 29 senatorer stemt for at afsætte Pierre-Louis, idet flertallet ikke mente, at hun havde ledet arbejdet med genrejse landets økonomi. 
Bellerive er søn af en fremtrædende læge og forlod Haiti i en tidlig alder for at studere i Schweiz, Frankrig og Belgien. Bellerive vendte tilbage til Haiti i 1986 med en universitetsgrad i politologi kort før landets diktator Jean-Claude Duvalier blev afsat. 